# یواس‌اس سارگو (اس‌اس-۱۸۸)
یواس‌اس سارگو (اس‌اس-۱۸۸) (به انگلیسی: USS Sargo (SS-188)) یک زیردریایی بود که طول آن ۳۱۰ فوت ۶ اینچ (۹۴٫۶۴ متر) بود. این زیردریایی در سال ۱۹۳۸ ساخته شد.